# No Limit (album d'Art Pepper)
Pour les articles homonymes, voir No Limit.
Albums de Art Pepper
The Trip
(1976) The Complete Village Vanguard Sessions
(1977)
No Limit est un album de jazz du saxophoniste Art Pepper enregistré en 1977 et paru sur le label Contemporary Records. Pepper est accompagné par ses musiciens habituels à cette période, le pianiste George Cables, le contrebassiste Tony Dumas et le batteur Carl Burnett.

## Contexte
Cet album est la dernière collaboration entre Art Pepper et son producteur Lester Koenig, qui décède le 21 novembre 1977. Ils étaient très proches et sa mort l'affectera beaucoup. C'est également le dernier enregistrement d'Art Pepper au Contemporary's Studio, les studios d'enregistrement de Lester Koenig, après 21 années de collaboration qui ont débuté avec l'album Art Pepper Meets The Rhythm Section.

### Enregistrement
Les quatre morceaux sont enregistrés le 26 mars 1977 au Contemporary's Studio situé à Los Angeles en Californie.
| Musicien      | Instrument                      |  | Équipe technique           |              |
| ------------- | ------------------------------- |  | -------------------------- | ------------ |
| Art Pepper    | saxophone alto, saxophone ténor |  | John Koenig, Lester Koenig | producteur   |
| George Cables | piano                           |  | Laurie Pepper              | photographie |
| Tony Dumas    | contrebasse                     |  | Art Pepper                 | liner notes  |
| Carl Burnett  | batterie                        |  | George Kershaw             | design       |

## Titres
Rita-San est un hommage à sa femme Laurie Pepper dont le deuxième prénom est Rita. My Laurie est également dédiée à sa femme. C'est la version de Roberta Flack de Ballad Of The Sad Young Men qui motive Art Pepper à l'enregistrer. Enfin Mambo De La Pinta est l'une des plus anciennes compositions d'Art Pepper puisque l'on peut déjà l'entendre sur l'album The Return of Art Pepper paru en 1956. Sur ce morceau il a recours au re-recording ce qui permet de l'entendre à la fois au saxophone ténor et à l'alto.
| N°     | Titre                       | Compositeur                 | Durée |
| ------ | --------------------------- | --------------------------- | ----- |
| Face 1 |                             |                             |       |
| 1.     | Rita-San                    | Art Pepper                  | 7:55  |
| 2.     | Ballad of the Sad Young Men | Fran Landesman, Thomas Wolf | 8:41  |
| Face 2 |                             |                             |       |
| 3.     | My Laurie                   | Art Pepper                  | 8:25  |
| 4.     | Mambo de la Pinta           | Art Pepper                  | 12:41 |

Le morceau No Limit (12:38) composé par Art Pepper est proposé plus tard sur d'autres versions du disque d'origine.

## Réception
L'auteur et critique Scott Yanow indique sur AllMusic que « la passion qui s'exprime de cet album particulier est une raison suffisante en soi pour se le procurer ».